# Cerkiew Świętych Apostołów Piotra i Pawła w Bodružalu
Cerkiew Świętych Apostołów Piotra i Pawła – prawosławna cerkiew parafialna  w Bodružalu, zbudowana w 2016. 
Parafia Świętych Apostołów Piotra i Pawła w Bodružalu należy do archidekanatu dla powiatów: Stropkov i Svidník, w eparchii preszowskiej Kościoła Prawosławnego Czech i Słowacji.

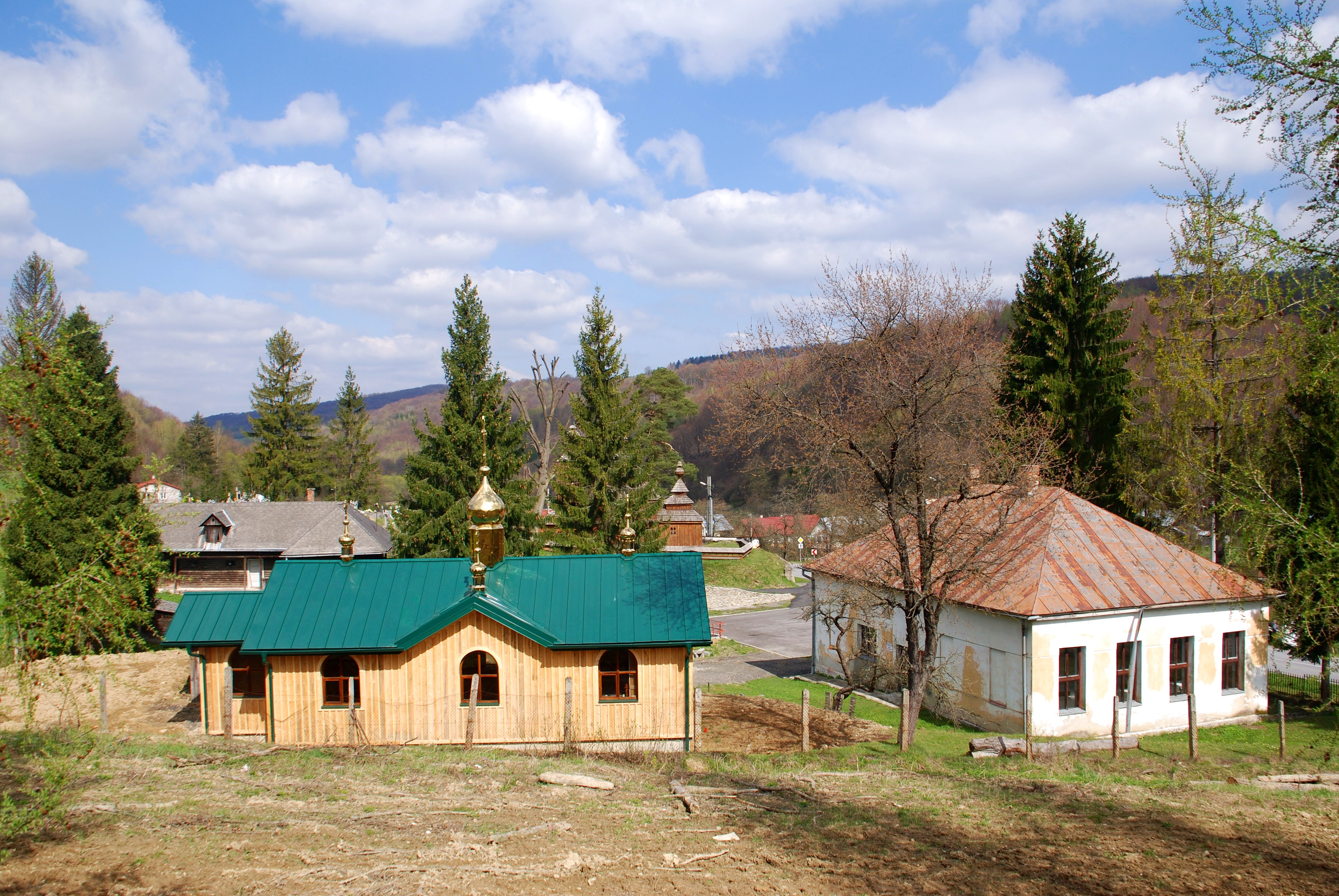
Widok ogólny
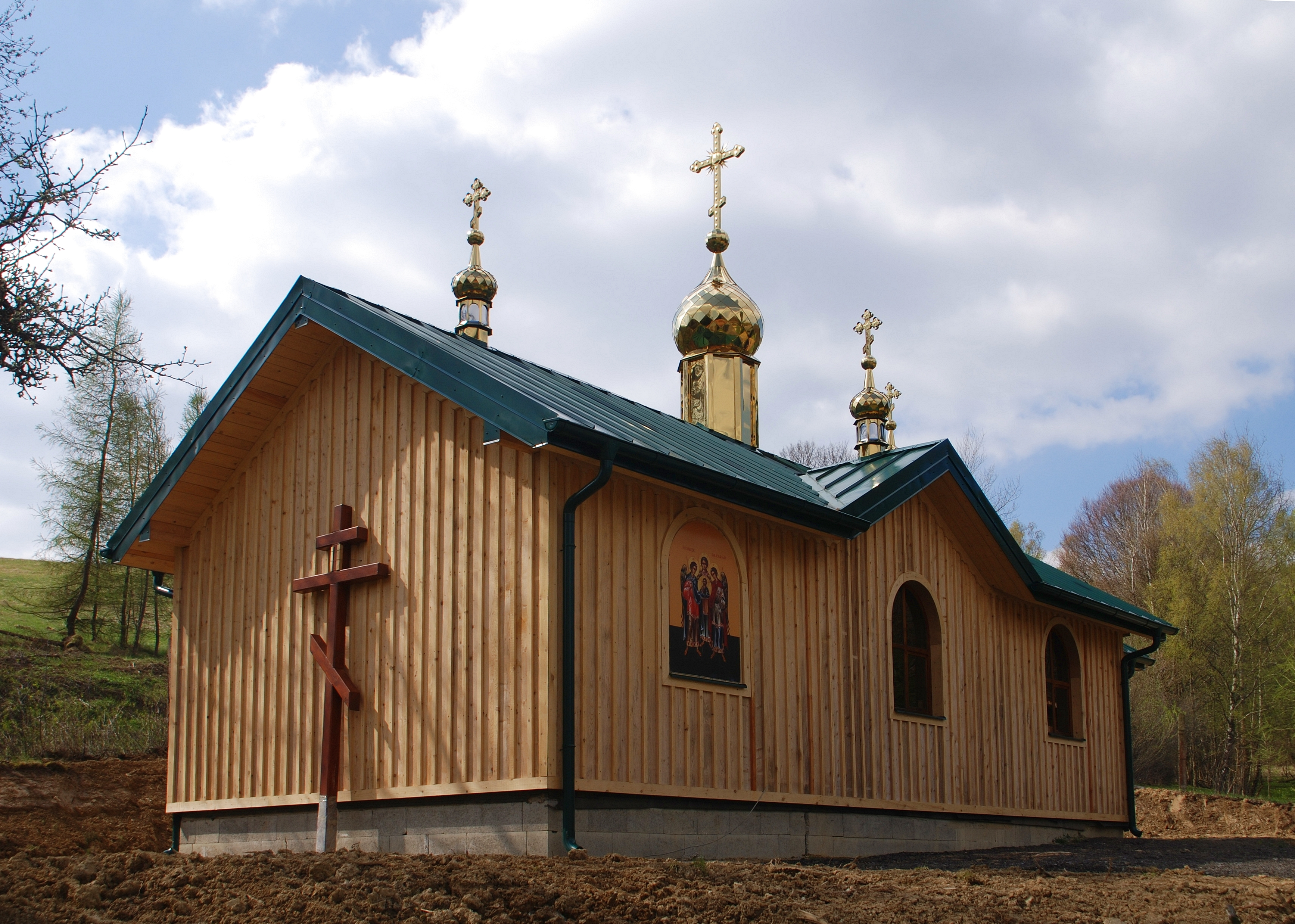
Widok od strony wschodniej
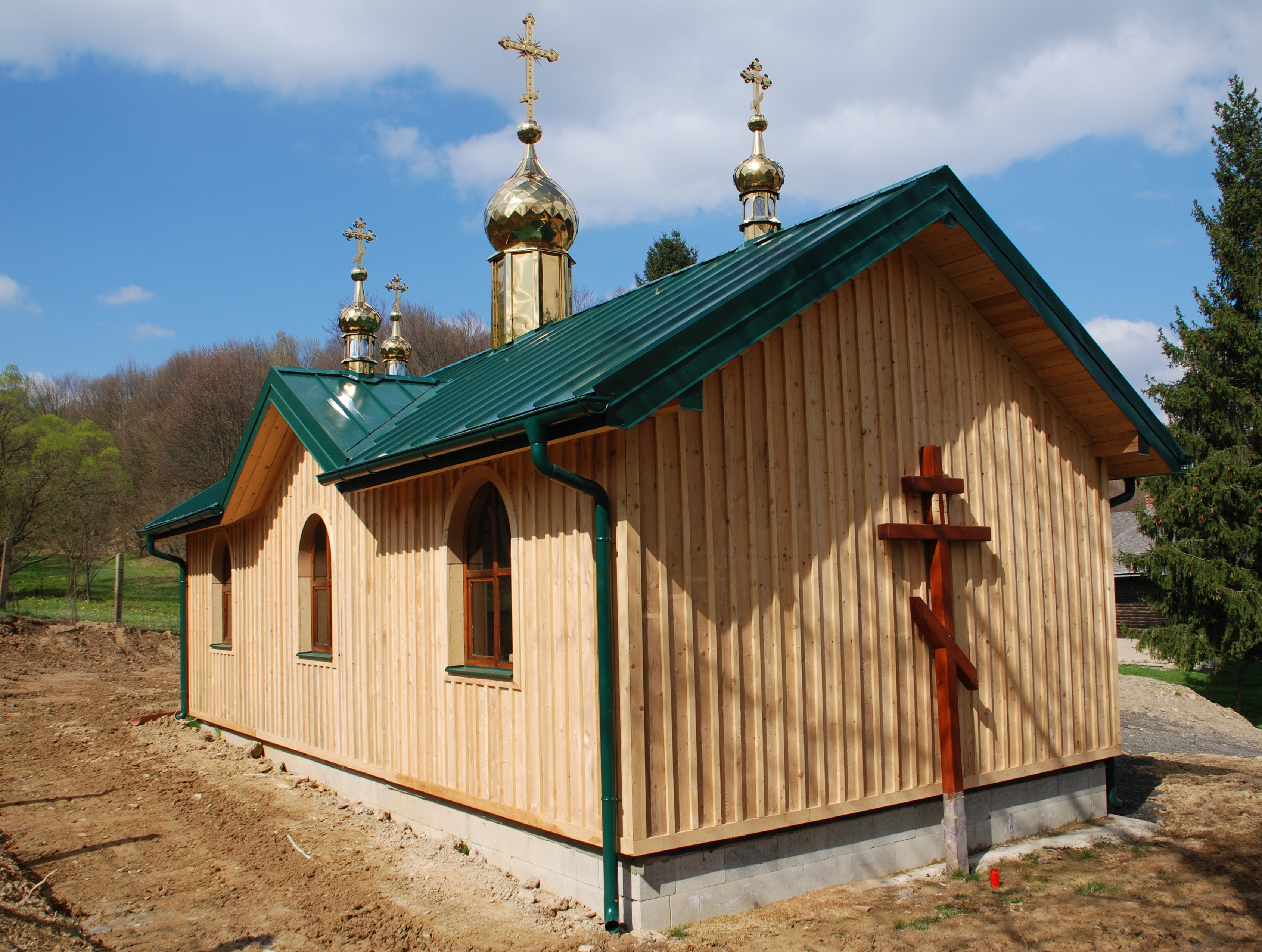
Widok od strony południowej